# 澤田和宏
澤田 和宏（さわだ かずひろ、1957年2月28日 - ）は、日本の国土交通技官。内閣官房内閣審議官や、復興庁宮城復興局長、国土交通省北海道開発局長、国土交通省北海道局長等を歴任した。

## 人物・経歴
北海道出身。1979年北海道大学工学部土木工学科卒業。1981年北海道大学大学院工学研究科土木工学専攻修了、建設省入省。2001年国土交通省道路局有料道路課有料道路調整官。同年日本道路公団企画部計画調整課長。2004年国土交通省道路局企画課道路事業分析評価室長。2006年国土交通省四国地方整備局道路部長。2008年国土交通省大臣官房付。同年国土交通省北海道局地政課長。
2010年国土交通省東北地方整備局副局長。2011年内閣官房内閣審議官（内閣官房副長官補付）兼内閣官房東日本大震災復興対策室審議官。2012年復興庁宮城復興局長。2013年から国土交通省北海道開発局長を務め、第7期北海道総合開発計画にあたるなどした。2014年国土交通省北海道局長。2015年東日本高速道路顧問。2016年東日本高速道路常務執行役員建設・技術本部副本部長。2019年東日本高速道路取締役兼常務執行役員建設事業本部長。